# Heteronarce
Genre
Heteronarce est un genre de raies ayant une forme de torpille. Ce sont des raies électriques.

## Liste des espèces
- Heteronarce garmani Regan, 1921
- Heteronarce mollis (Lloyd, 1907)